# Jack the Kisser
Jack the Kisser je americký němý film z roku 1907. Režisérem je Edwin S. Porter (1870–1941). Film měl premiéru 19. října 1907.

## Děj
Muž rozdává všem ženám, co potká, polibky, za což začne být kolemjdoucími pronásledován.